# Постник Яковлев

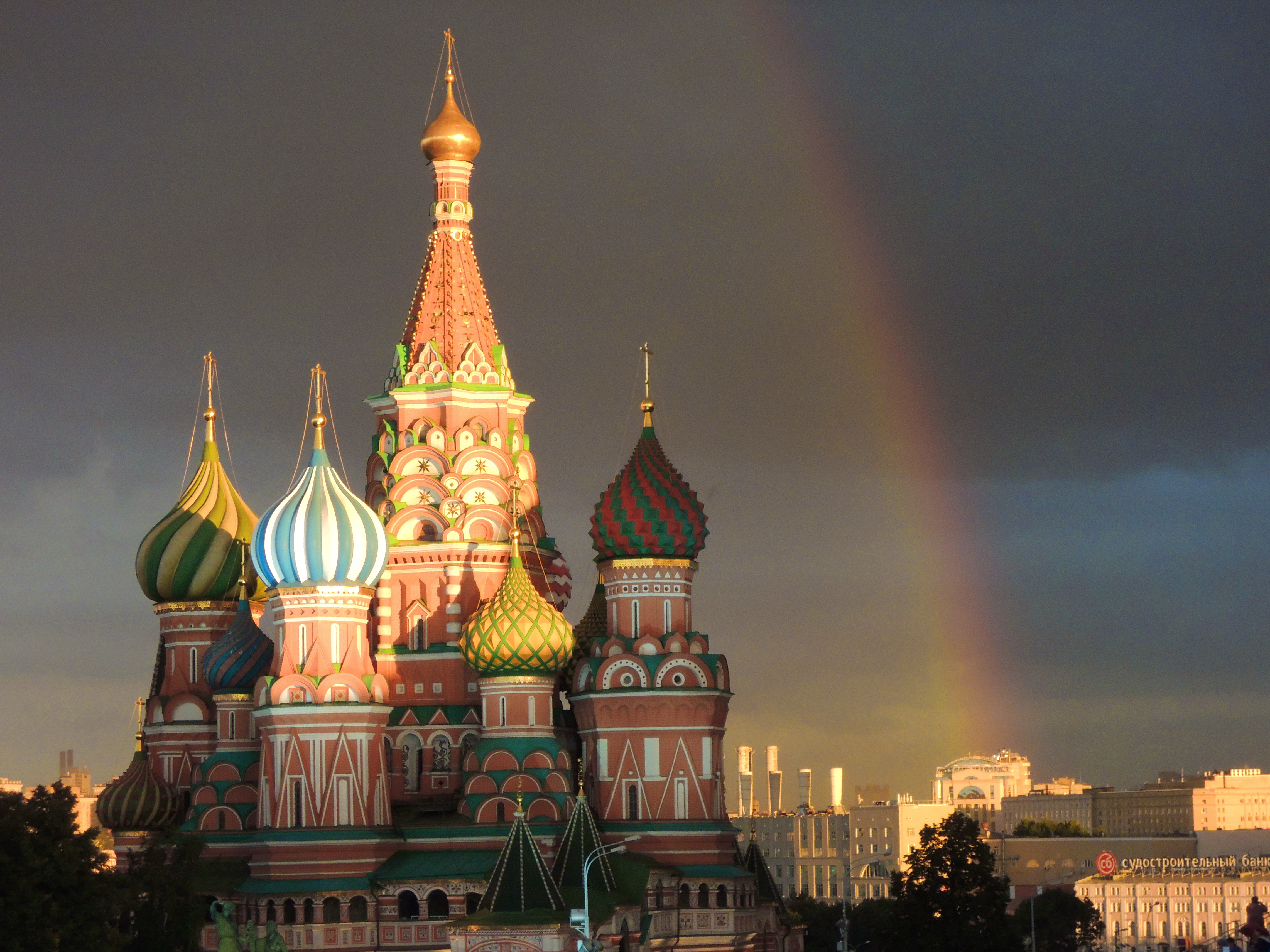
Храм Василия Блаженного

По́стник Яковлев (XVI век, также просто Постник, Постник, Иван Постник) — русский зодчий из Пскова, создавший в 1555—1560 годы совместно с зодчим Бармой храм Василия Блаженного, или Покровский собор «что на рву», на Красной площади в Москве, а также Благовещенский собор Казанского кремля. Некоторые исследователи считают, что Постник, работавший в Москве, и Постник Яковлев, «церковный и городовой мастер», работавший в Казани и упомянутый в «Грамоте новгородским дьякам… по случаю строения в Казани новой каменной крепости» (декабрь 1555 года) — это два разных человека.

## Храм Василия Блаженного
«Сказание о перенесении чудотворного образа Николая чудотворца» XVII века сообщает о двух зодчих: «…дарова ему [Ивану Грозному] Бог дву мастеров русских по реклу Постника и Барму и была премудры и удобни таковому чудному делу» (указание имени Постника первым, возможно, свидетельствует о его старшинстве). Имена Бармы и Постника встречаются в летописях в разной интерпретации; есть летописное известие, где имя Постник и прозвище Барма совмещаются в одном лице — «сын Постникова, по реклу Барма».
Наиболее распространённой и устоявшейся точкой зрения является та, которая признаёт авторство за двумя зодчими, хотя существует и мнение, что Барма и Постник — это одно и то же лицо.
По отношению к храму Василия Блаженного летописи сохранили имя «Постник»; отождествление Постника-строителя храма и Постника Яковлева сделано исследователями на основе дополнительных данных. В предположении этого тождества, Постник лишь положил начало постройке храма Василия Блаженного, после чего отбыл в Казань, а продолжение работ по его строительству возглавил Барма.

## Работа в Казани
В 1556 году Постник Яковлев вместе с другими псковскими строителями по указанию Ивана Грозного был направлен в Казань для постройки новых стен. Поскольку имя Постника часто упоминалось в казанских писцовых книгах, исследователи предполагают, что он был руководителем строительства.
В Казани Постник работал совместно с Иваном Ширяем; к их работам относят прясла южных стен и башни Казанского кремля (1556—1562), включая Спасскую башню, а также Благовещенский собор в Казани (1562).

## Другие работы
По близкому сходству со строениями в Казани артели Постника приписываются (впрочем, по мнению И. А. Бондаренко, «без достаточных оснований») также другие постройки середины и 3-й четверти XVI века: два храма в Успенском монастыре в Свияжске: Успенский собор (1560 или 1561) и Никольская трапезная церковь (1556), 5-шатровый Борисоглебский собор в Старице.